# Viktor Mijeyev
Viktor Mijeyev –en ruso, Виктор Михеев– (19 de abril de 1942) es un deportista soviético que compitió en remo como timonel.
Ganó dos medallas en el Campeonato Mundial de Remo, en los años 1966 y 1970, y tres medallas en el Campeonato Europeo de Remo entre los años 1965 y 1971.

## Palmarés internacional
| Campeonato Mundial | Campeonato Mundial      | Campeonato Mundial | Campeonato Mundial |
| Año                | Lugar                   | Medalla            | Prueba             |
| ------------------ | ----------------------- | ------------------ | ------------------ |
| 1966               | Bled (Yugoslavia)       | Medalla de plata   | Ocho con timonel   |
| 1970               | St. Catharines (Canadá) | Medalla de plata   | Ocho con timonel   |
| Campeonato Europeo |                         |                    |                    |
| Año                | Lugar                   | Medalla            | Prueba             |
| 1965               | Duisburgo (RFA)         | Medalla de plata   | Ocho con timonel   |
| 1967               | Vichy (Francia)         | Medalla de bronce  | Ocho con timonel   |
| 1971               | Copenhague (Dinamarca)  | Medalla de bronce  | Ocho con timonel   |